# Závadka (powiat Humenné)
Závadka – wieś (obec) na Słowacji położona w kraju preszowskim, w powiecie Humenné. Pierwsze wzmianki o miejscowości pochodzą z roku 1556.
Według danych z dnia 31 grudnia 2016, wieś zamieszkiwało 541 osób, w tym 274 kobiety i 267 mężczyzn.
W 2001 roku rozkład populacji względem narodowości i przynależności etnicznej wyglądał następująco:
- Słowacy – 99,08%
- Rusini – 0,55%
- Ukraińcy – 0,18%

Ze względu na wyznawaną religię struktura mieszkańców kształtowała się w 2001 roku następująco:
- Katolicy rzymscy – 92,49%
- Grekokatolicy – 4,4%
- Ateiści – 1,47%
- Nie podano – 1,65%